# Saint-Brès (Gard)
Saint-Brès is een gemeente in het Franse departement Gard (regio Occitanie) en telt 533 inwoners (1999). De plaats maakt deel uit van het arrondissement Alès.

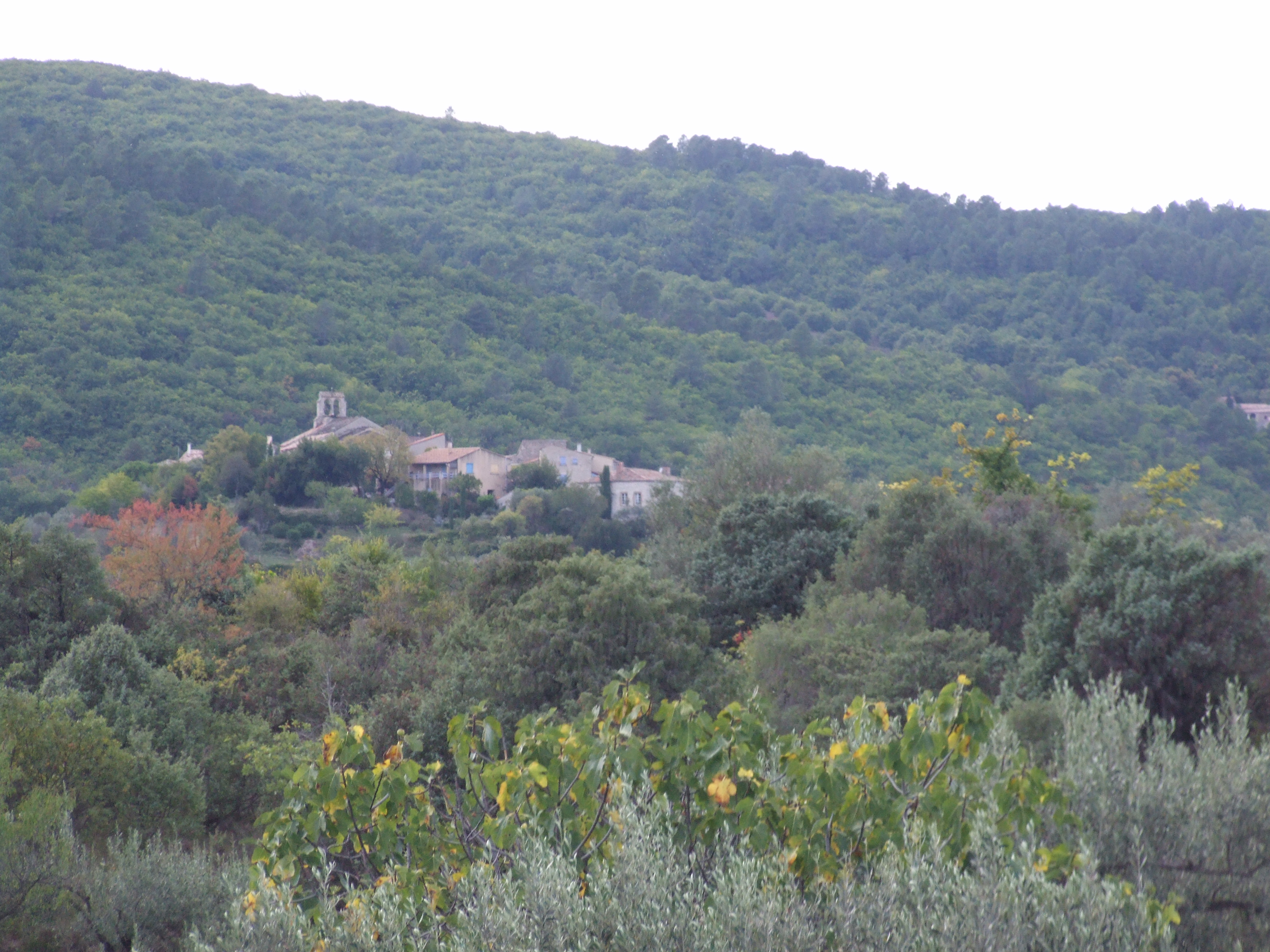

## Geografie
De oppervlakte van Saint-Brès bedraagt 11,3 km², de bevolkingsdichtheid is 47,2 inwoners per km².

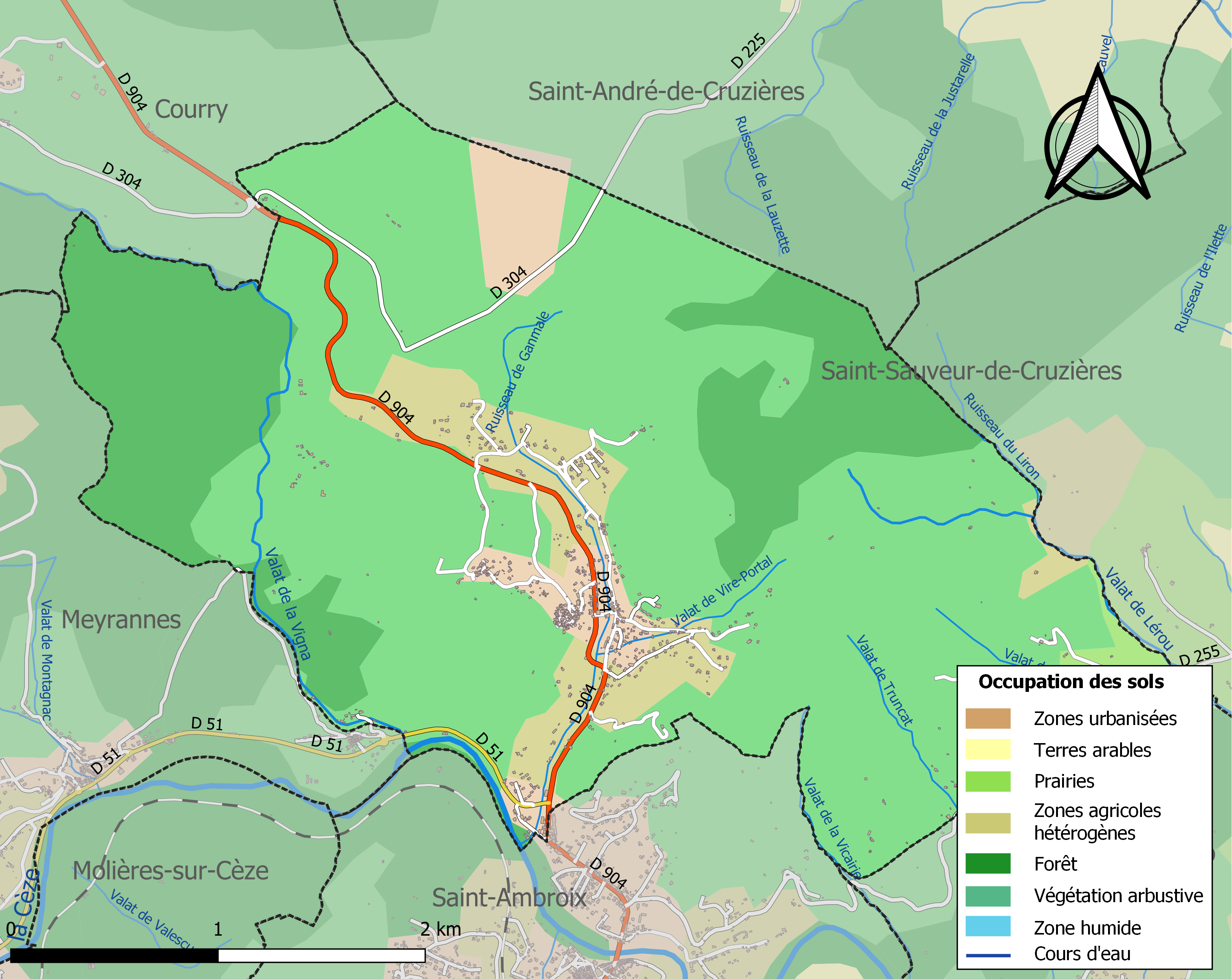
Kaart van de gemeente met de belangrijkste infrastructuur, bodemgebruik en omliggende gemeenten

## Demografie
Onderstaande figuur toont het verloop van het inwonertal (bron: INSEE-tellingen).
1. ↑  Populations de référence 2022.